# James Cameron (missionaris)
James Cameron (Little Dunkeld, 6 januari 1800 - Antananarivo, 3 oktober 1875) was een protestante timmerman uit Schotland en diende meer dan 23 jaar als missionaris in Madagaskar, waarbij hij een grote rol speelde in de industrialisatie van het eiland.

## Biografie
James Cameron werd op 6 januari 1800 geboren in Little Dunkeld, een plaatsje in Perthshire, Schotland. Hij verdiende zijn kost als timmerman en werd door het Londens Zendingsgenootschap (Engels: London Missionary Society) benaderd om als ambachtsman te dienen in een missionarispost in Madagaskar. Alvorens hij zou vertrekken werd hij naar Manchester gestuurd om te leren spinnen en weven, capaciteiten die hij goed zou kunnen gebruiken in Madagaskar.

### Eerste missie in Madagaskar

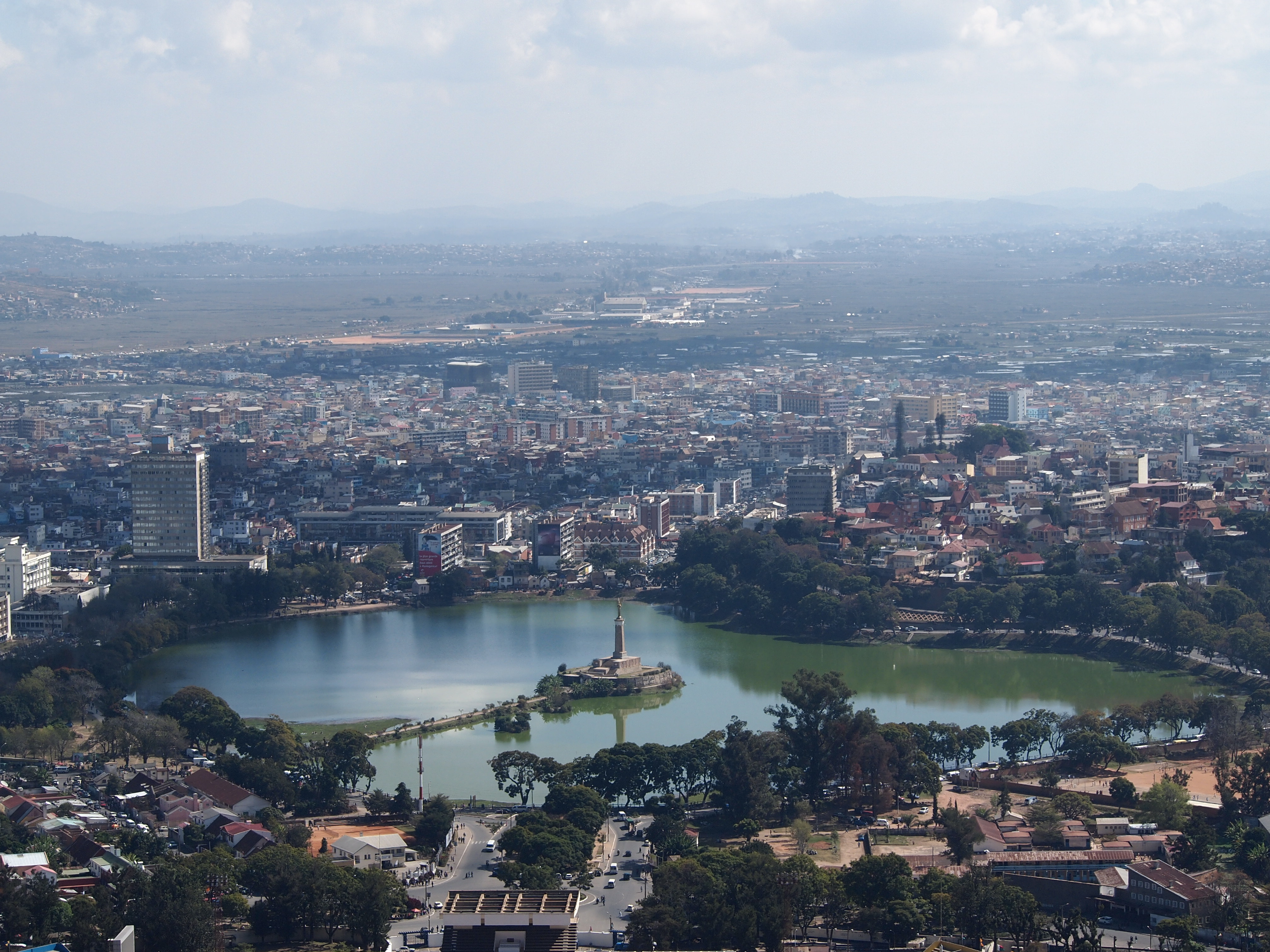
Het door James Cameron aangelegde Anosymeer voorzag Antananarivo van drinkwater.

In 1826 arriveerde James Cameron samen met een groep jonge missionarissen in Madagaskar. Hij begon met zijn project om katoen te produceren en leerde de Malagassiërs onder andere om bakstenen, buskruit en zeep te maken. Ook hielp hij de missionarissen David Griffiths en David Jones met hun vertaalwerk en hun missie om de Malagassiërs te onderwijzen. Vanuit Groot-Brittannië was een drukpers in onderdelen gestuurd en een zekere Charles Hovenden die hem in elkaar zou zetten. Kort na zijn aankomst stierf Hovenden aan malaria, maar James Cameron slaagde erin om de pers alsnog in elkaar te zetten. De drukpers gebruikte Cameron om natuurwetenschappelijke leerboeken in het Malagassisch af te drukken.
In 1831 had James Cameron 600 leerlingen. In Antananarivo bouwde hij de eerste school in opdracht van het Londens Zendingsgenootschap en Radama's neef Rakatobe was er de eerste leerling. Ook liet Cameron fabrieken bouwen en een stuwmeer graven (het huidige Anosymeer), die door middel van een kanaal de hoofdstad van water voorzag.

### Missie in Zuid-Afrika
Op 27 juli 1828 stierf koning Radama I en werd opgevolgd door zijn vrouw, Ranavalona. In tegenstelling tot Radama was Ranavalona tegen de activiteiten van de missionarissen en liet op 1 maart 1835 het christendom verbieden, waarop James Cameron met een aantal andere missionarissen naar Zuid-Afrika vertrok om daar zijn missionariswerk voort te zetten.
James Cameron ging in Kaap de Goede Hoop wonen met zijn vrouw en kinderen en begon in Kaapstad als landmeter te werken. Officieel was hij geen lid meer van het Londens Zendingsgenootschap, maar bleef met de organisatie contact houden. Dankzij de brieven die bevriende Malagassiërs hem brachten bleef hij bovendien op de hoogte van de situatie in Madagaskar.

### Tweede missie in Madagaskar
Ranavalona I stierf en werd op 23 september 1861 door haar zoon Rakoto opgevolgd onder de naam Radama II. Radama was het nooit eens geweest met zijn moeders weerstand tegen de westerlingen. Nadat hij de godsdienstvrijheid weer in had gevoerd keerde James Cameron in 1862 weer terug naar Madagaskar. Hij werd vergezeld door zijn collega William Ellis.
James Cameron ontwierp een aantal stenen kerken in Antananarivo, ter nagedachtenis van de Malagassische martelaren die tijdens de regering van Ranavalona I gedood waren. Ook bouwde James Cameron een aantal huizen voor missionarissen en bouwde hij in opdracht van Koningin Ranavalona II een stenen constructie rond Manjakamiadana, het koninklijke paleis in de Rova van Antananarivo. Op de rova kwam ook een door Cameron ontworpen gebouw als woning voor Rasoherina. Het was het kleinste koninklijke gebouw en James Cameron noemde het 'Manampisoa', wat Malagassisch is voor 'buitengewoon mooi'. Ook van zijn kwaliteiten die hij in Zuid-Afrika had opgedaan als landmeter maakte hij gebruik, waarschijnlijk was hij de auteur van de eerste plattegrond van de stad Antananarivo, gepubliceerd in 1838.
James Cameron liet tijdens zijn leven zien dat hij in veel dingen bedreven was. Ook was hij geïnteresseerd in astronomie, wat zijn grootste hobby was. Elke maand schreef hij een column over dit onderwerp in een tijdschrift. Zijn artikelen waren enorm bekend, wat leidde tot de Malagassische gezegde: "Het volgende nummer [zal verschijnen], net als Mr. Cameron's artikelen over astronomie".
In 1875 kwam een delegatie van het Londens Zendingsgenootschap naar Madagaskar. James Cameron begeleidde de groep van Antananarivo naar Fianarantsoa, een reis van meer dan 400 kilometer. Deze reis was echter te zwaar voor de 75-jarige Cameron en hij stierf in Antananarivo op 3 oktober 1875. Op zijn graf zijn de volgende woorden te lezen:

A faithful friend of the government and of the people of Madagascar.